# Izocijanati
Izocijanati (izo- + cijanati), esteri izocijanske kiseline (HNCO), iz koje se mogu dobiti izravno ili reakcijom s vinilnim esterima. To su vrlo otrovni spojevi; metil-izocijanat bio je 1984.g. u indijskom gradu Bhopalu uzrokom najveće katastrofe u povijesti industrijske proizvodnje. Izocijanati su važni međuproizvodi u organskim sintezama. Upotrebljavaju se u tekstilnoj industriji i industriji ljepila, a najznačajnija im je primjena u proizvodnji polimernih materijala, gdje kao reaktanti s diolima u adicijskoj polimerizaciji daju poliuretane.

## Vanjske poveznice
- izocijanati Hrvatska enciklopedija. LZMK
- Struna / Hrvatsko strukovno nazivlje: izocijanati